# سنديان كبير الأسدية
السنديان كبير الأسدية  نوع نباتي شجري من جنس السنديان من الفصيلة الزانية.

## الموئل والانتشار
موطن هذا النوع في مناطق شمال غرب إيران والقوقاز (أذربيجان وأرمينيا وجورجيا) وتركيا  ويمتد إلى الجبال الساحلية شمال غرب المشرق العربي.